# Симеон Янев
Симеон Янакиев Симеонов, широко известен с псевдонима си Симеон Янев, е български писател, есеист, теоретик, литературовед, професор в Софийския университет „Св. Климент Охридски“.

## Биография
Роден е в Нови хан, Софийско на 27 ноември 1942 г. Завършва гимназия през 1960 г. в гр. Елин Пелин и „Българска филология“ в Софийския университет през 1967 г.
Редактор е във вестник „Студентска трибуна“ (1967 – 1970), в сп. „Пламък“ (1970 – 1974), във в. „Литературен фронт“ (1974 – 1975), в издателство „Български писател“ (1975 – 1977; 1981 – 1984).
Аспирант в катедра „Българска литература“ в Софийския университет (1970 – 1972), защитава (1973) дисертация на тема „Художественият свят на Елин Пелин и българската повествователна традиция“ и става кандидат на филологическите науки (приравнено на днешното доктор по филология). Защитава (1988) дисертация на тема „Пародийното в литературата“ и става доктор на филологическите науки.
Асистент е в същата катедра (1974), доцент (1980) и професор (1990), преподавател по нова българска литература. Лектор е по български език и литература в Белгия (градовете Брюксел, Льовен, Гент) в периода 1978 – 1981 г.
Секретар на СБП (1989 – 1990). През 2002 г. основава в СУ „Св. Кл. Охридски“ магистърска програма „Творческо писане“, която ръководи до пенсионирането си през 2007 г. В програмата работят поетесата Валентина Радинска, проф. Боян Биолчев, д-р Ани Илков, д-р Димитър Кирков и др. След принудителното му пенсиониране от СУ работи по мащабния проект Атлас на българската литература.

## Признание и награди
Носител е на националната награда „Елин Пелин“ (2002).
През 2003 г. става петия носител на Националната награда за литературна критика „Иван Радославов и Иван Мешеков“, учредена от община Златарица и Катедрата по българска литература във Великотърновския университет.
През 2007 г. е удостоен със званието „Почетен гражданин на Перущица“ с решение № 76 на Общинския съвет на Община Перущица, протокол № 11/11.10.2007 г.
През 2013 г. става 5-ия лауреат на наградата за литературна критика „Нешо Бончев“, учредена през 2009 г. от Община Панагюрище и Министерството на културата във връзка със 170-а годишнина от рождението на първия български литературен критик.
През 2014 г. става лауреат на наградата „Атанас Далчев“, учредена от издателство „Обнова“ в Сливен.
През 2017 г. става носител на Вазова награда, връчвана от Община Сопот и Министерството на културата, и на националната литературна награда „Тодор Влайков“, връчвана от Община Пирдоп.

### Белетристика
- Но преди да изляза на ринга (разкази). 1970
- Прочетено крадешком. Страници от дневник. 1973
- Ден и нощ, нощ и ден. 1976
- Биографии на писатели, генерали и трети лица (роман). Варна: Георги Бакалов, (1983 – 1 част) (1986 – 2 част)

### Научни трудове
- Традиции и жанр (изследване). София: Наука и изкуство, 1975
- Тенденции в съвременната проза (изследване). София: Български писател, 1977
- Българска детско-юношеска проза. София: Народна просвета, 1979
- Корени. София: Народна младеж, 1976
- Пародийното в литературата. София: Наука и изкуство, 1989
- Български характери (есета). София: Профиздат, 1989
- Участта българин. Велико Търново: Слово, 2002. (ISBN 954-439-752-3)[9]
- Малък речник на българската литература (очерци и библиографии). София: Сема РШ, 2004. (ISBN 954-8021-41-2)

### Съставителство и редакция
- Симеон Янев, Биляна Борисова, Стоян Петков съст., Атлас на българската литература 1878 – 1914, Пловдив: Жанет – 45, 2004
- Симеон Янев, Биляна Борисова, Петя Колева и Велислава Маринова съст., Атлас на българската литература (1915 – 1944). Пловдив: Жанет 45, 2006
- Симеон Янев, Петя Колева съст., Атлас на българската литература (1944 – 1968). Пловдив: Жанет 45, 2008
- Симеон Янев. Атлас на българската литература (1969 – 1979). Пловдив: Жанет 45, 2010
- Симеон Янев. Атлас на българската литература (1979 – 1989). Пловдив: Жанет 45, 2010[10]